# شکارچی (ترانه دایدو)
«شکارچی» (به انگلیسی: Hunter) تک‌آهنگی از هنرمند اهل بریتانیا دایدو است که در سال ۲۰۰۱ میلادی منتشر شد.